# Harold Cummings
Harold Oshkaly Cummings Segura (Cidade do Panamá, 3 de janeiro de 1992) é um futebolista profissional panamenho que atua como zagueiro, atualmente defende o San José Earthquakes.

## Carreira
Harold Cummings fez parte do elenco da Seleção Panamenha de Futebol da Copa América de 2016.